# Wiskozymetr Ostwalda
Lepkościomierz Ostwalda, wiskozymetr Ostwalda – rodzaj lepkościomierza kapilarnego, w którym podstawą pomiaru lepkości kinematycznej jest prędkość przepływu cieczy przez kalibrowaną kapilarę w ściśle określonych warunkach pomiarowych (przepływ laminarny i stacjonarny, zob. też prawo Hagena-Poiseuille’a). Pomiaru dokonuje się przez napełnienie cieczą (np. badanym olejem) szerszej części U-rurki do dolnej części rozszerzenia, zassaniu cieczy do lewej części i zmierzeniu czasu przemieszczanie się menisku między kreskami kapilary. W czasie pomiaru U-rurka usytuowana jest pionowo. Wartość lepkości kinematycznej {\displaystyle \nu } otrzymuje się mnożąc czas przepływu t przez stałą kapilary K.
{\displaystyle \nu =K\cdot t.}
Na podobnej zasadzie działają lepkościomierze Ubbelohdego i Pinkiewicza.
Nazwa wiskozymetru pochodzi od nazwiska niemieckiego profesora Wilhelma Ostwalda (laureata Nagrody Nobla w dziedzinie chemii w roku 1909).